# 片儿川

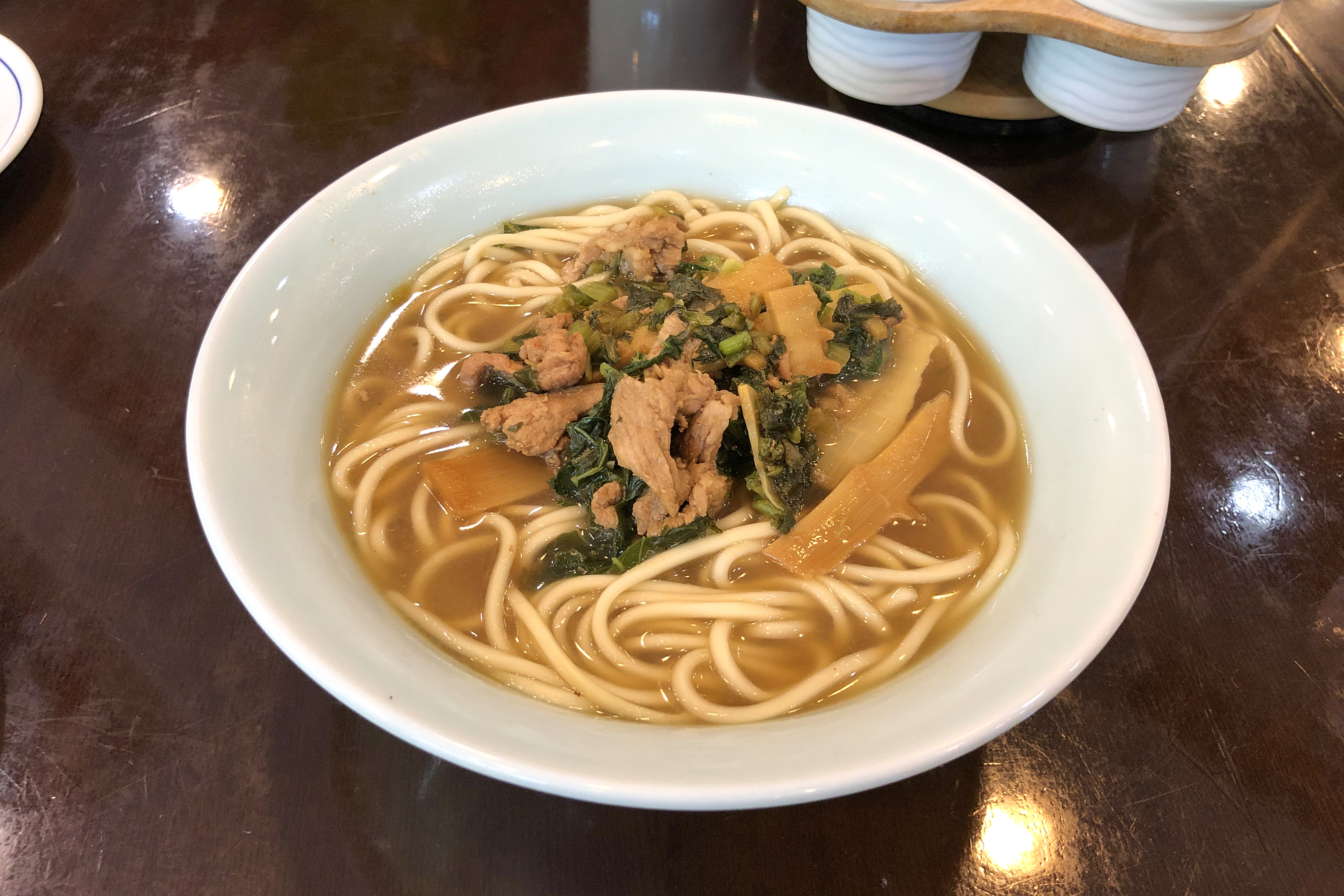
片儿川

片儿川是杭州的一种著名汤面，面的浇头主要由雪菜、笋片、瘦肉片组成，鲜美可口。已有百余年历史，最早由杭州老店奎元馆首创，其特色在于雪菜和笋片的鲜美。2015年5月在《舌尖上的中国》第二季第五集《相逢》中亮相。

## 制作方法
片儿川备料需切末的雪里蕻、切片并提前焯水的笋和腌制的肉片。炒制时，然后将肉片、笋片和雪里蕻末放入油锅炒至充分融合出香味。随后，加入高汤或清水煮沸并加入适量盐和白胡椒粉调味。与此同时，将被称为“潮面”的碱水面放入滚水，煮至八成熟后放入炒好的汤锅中，待面条吸收汤汁后出锅。